# Owczarek niemiecki
Owczarek niemiecki – jedna z ras psów należąca do grupy psów pasterskich sklasyfikowana do sekcji psów pasterskich (owczarskich). Według klasyfikacji FCI podlega próbom pracy. Zaliczany do psów obronnych. Typ wilkowaty.

## Rys historyczny

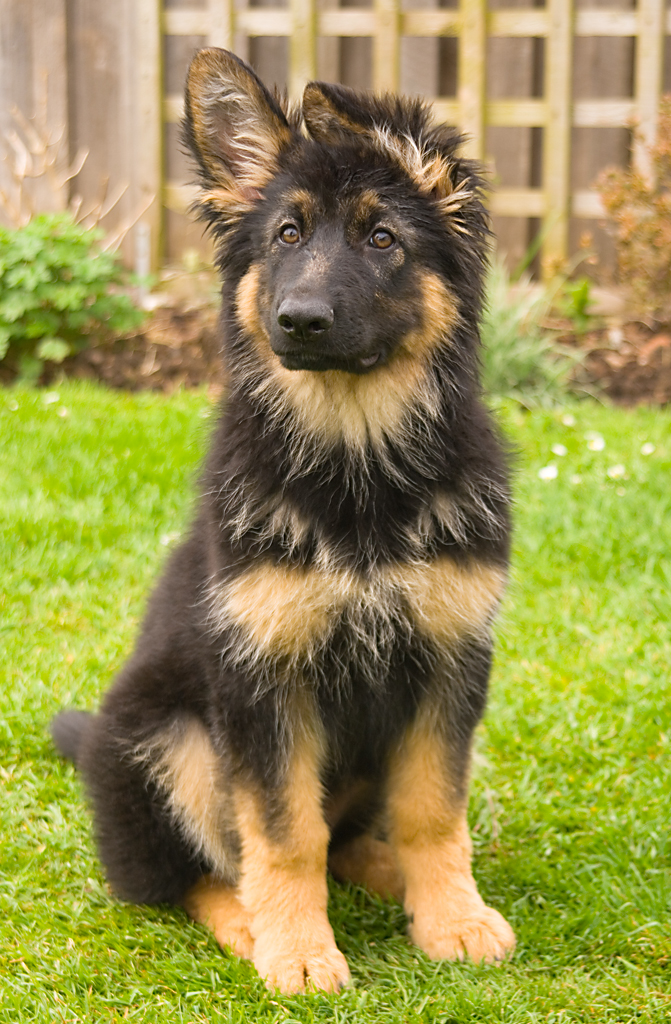
14-tygodniowe szczenię owczarka niemieckiego. Widoczne położone ucho, które nie jest wadą u szczeniąt

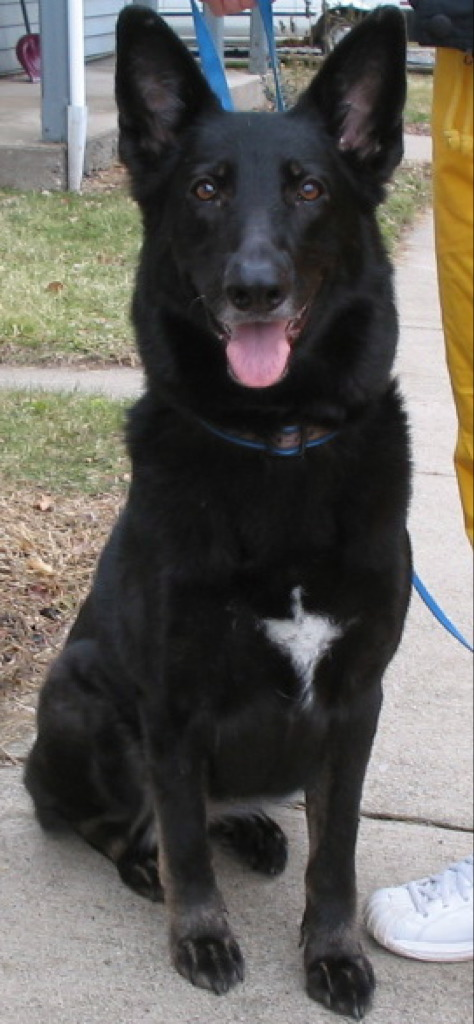
Owczarek niemiecki o czarnym umaszczeniu z białym znaczeniem na piersi

Kiedy w Europie Środkowej rozwinął się ruch kynologiczny, a jednocześnie rozwój miast pociągnął za sobą wzrost przestępczości, zrodziło się zainteresowanie psem służbowym. W Niemczech utworzono związek, którego celem było popieranie hodowli psów owczarskich, w których widziano dobry materiał na psa służbowego dla wojska i policji. Związek ten nazywał się Phylax.
Po ośmiu latach działalności Phylaksu powstał nowy związek, utworzony przez rotmistrza Maxa von Stephanitza 3 kwietnia 1899 roku. Kiedy von Stephanitz wraz ze swoim przyjacielem Arturem Mayerem był w Karlsruhe na wielkiej ogólnokrajowej wystawie hodowlanej, ich uwagę zwrócił jeden z prezentowanych na tej wystawie psów. Był to pracujący owczarek w typie pierwotnym, silny, wytrzymały i sprężysty. Pies wabił się Hektor Linksrhein i stał się nowym nabytkiem von Stephanitza do jego psiarni w Grafrath. Hodowca zaczął wabić go Horand von Grafrath i zarejestrował go pod numerem 1 w księdze hodowlanej owczarków niemieckich.
Właściciel psa opisał go słowami: "Horand ucieleśniał dla entuzjastów rasy spełnienie ich najdroższych marzeń. Był to pies, jak na te czasy, duży (61 cm), o potężnej budowie, pięknych liniach i szlachetnej głowie. Był silny i sprężysty, jak stalowy drut. Jego wspaniałej budowie odpowiadał charakter. Horand był cudowny w posłusznej wierności dla swego pana, był prostolinijny i szczery. Miał naturę gentlemana, połączoną z nieograniczoną pasją życia i pracy. Mimo że nie przeszedł gruntownej tresury w młodym wieku, był przy boku swego pana uważny na jego najmniejsze skinienie. Pozostawiony sam sobie, stawał się skończonym rozrabiaką i niepoprawnym prowokatorem bójek. Zawsze dobrze usposobiony wobec spokojnych ludzi, nieufny, ale nieulękły wobec obcych, uwielbiał dzieci. Jego błędy w zachowaniu były wadami wychowania, nigdy skłonnościami charakteru. Horand cierpiał po prostu na nadmiar niespożytej energii, był szczęśliwy i wniebowzięty, kiedy ktoś się nim zajął – był wtedy najszczęśliwszym z psów".
Max von Stephanitz swoje założenia hodowlane oraz doświadczenia związane z tym przedsięwzięciem opisał w monografii Der Deutsche Schäferhund in Wort und Bild.
Od chwili odkrycia Horanda von Stephanitz i jego współpracownicy rozpoczęli poszukiwanie suk, u których występowały cechy zbliżone do Horanda, aby rozpowszechnić jego typ. Wstępnie selekcjonowano szczenięta tuż po urodzeniu, a końcowa selekcja następowała w wieku, kiedy ich charakter, temperament i budowa mogły być ostatecznie ustalone.
Hodowlę owczarka niemieckiego budowano na Horandzie i jego potomkach, stosując chów wsobny i ostrą selekcję potomstwa. Nowa krew do chowu wsobnego była wprowadzana przez suki, zawsze jednak pochodzące z użytkowych gniazd pasterskich. W wyniku chowu krewniaczego i upodobań niektórych hodowców do dużych psów hodowla owczarka przybrała w pierwszym ćwierćwieczu XX stulecia nie taki kierunek, jaki obrali założyciele rasy. Około 1925 roku psy tej rasy stały się zbyt wysokie, kwadratowe i niezgrabne, brak im było cech postrzeganych przez Stephanitza jako idealne. Notowano ponadto coraz więcej wad charakteru oraz mnożyły się braki w uzębieniu. W roku 1922 Max von Stephanitz wprowadził system regularnych przeglądów licencyjnych, na których analizowano i przeprowadzano surową krytykę każdego kandydującego do rozpłodu psa, z dokładnym opisem i poleceniem, jak go hodować.
W roku 1925 odbyła się we Frankfurcie nad Menem wystawa, na której poddano surowej ocenie owczarki i wyselekcjonowano osobniki, mające mieć od tej pory najsilniejszy wpływ na kształtowanie rasy według założeń von Stephanitza. Zwycięzcą wystawy został pies Klodo von Boxberg.

Po II wojnie światowej ze względu na złą sławę Niemiec w krajach alianckich owczarka niemieckiego zaczęto nazywać owczarkiem alzackim.

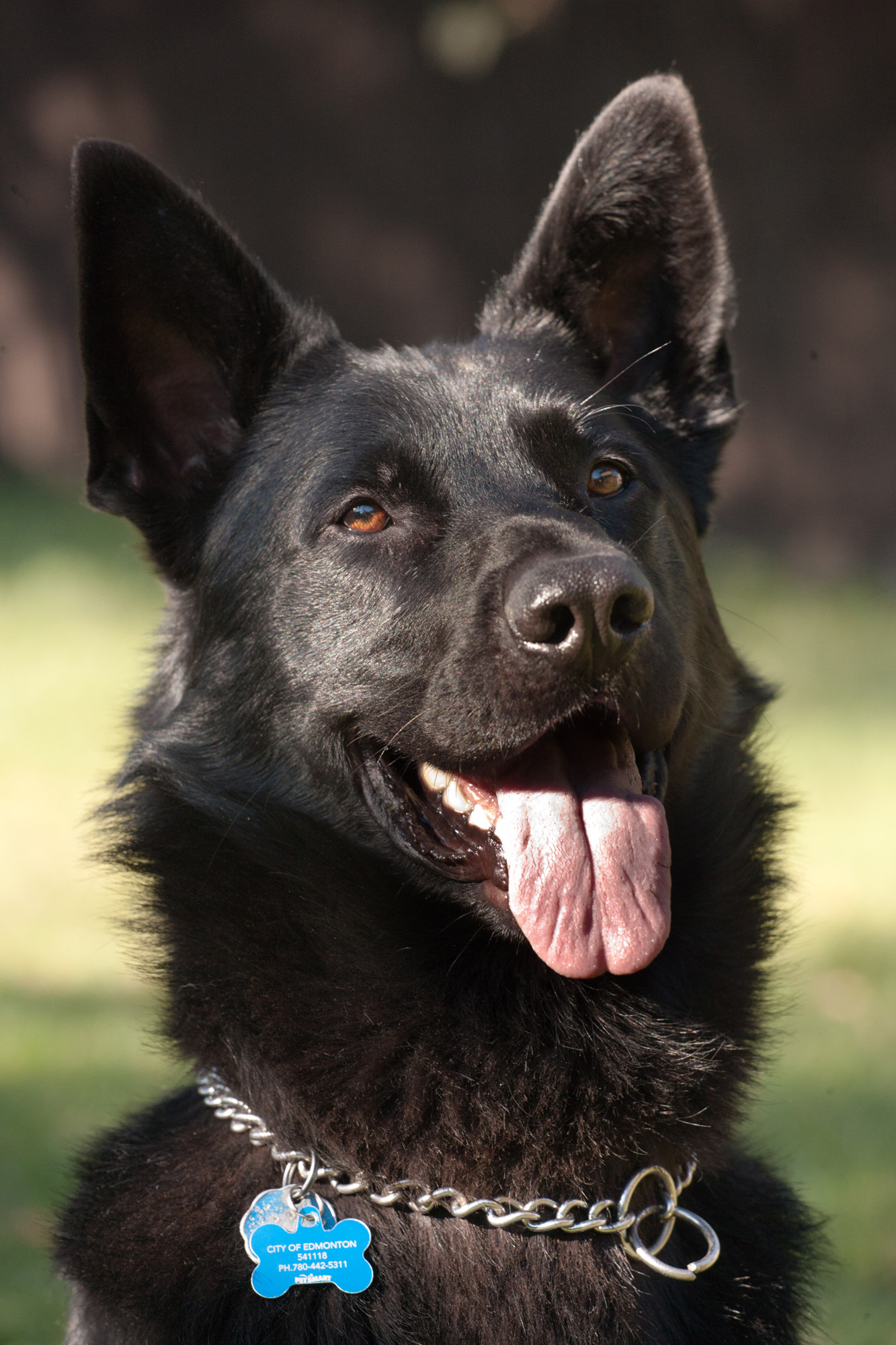
2-letni owczarek niemiecki

### Głowa
Proporcjonalna do wielkości tułowia (długość około 40% wysokości w kłębie). Sucha o umiarkowanej szerokości między uszami. Długość mózgoczaszki równa się około 50% całej długości głowy, szerokość mózgoczaszki u psa nieco większa, a u suki nieco mniejsza niż jej długość. Czaszka widziana z góry stopniowo i równomiernie zwęża się od uszu ku wierzchołkowi nosa. Czoło nieznaczne wypukłe ze słabo widoczną bruzdą. Krawędź czołowa słabo zaznaczona ukośnym przejściem od czoła do grzbietu nosa. Kufa mocna, długa, sucha. Grzbiet nosa jest prosty o linii prawie równoległej do przedłużonej linii czoła. Policzki lekko zaokrąglone, nie wystające. Szczęki i żuchwa silnie rozwinięte. Wargi suche, dobrze przylegające. Uzębienie mocne i pełne (42 zęby: 20 w szczęce i 22 w żuchwie). Zgryz nożycowy z dobrze przylegającymi do siebie siekaczami szczęki i żuchwy. Oczy są średniej wielkości w kształcie migdału, osadzone lekko skośnie, nie wyłupiaste, o barwie dostosowanej do umaszczenia, możliwie ciemne. Uszy średniej wielkości, wysoko osadzone, szersze u nasady, stojące, prosto trzymane, ostro zakończone, z małżowiną skierowaną do przodu. Nos czarny.

### Sylwetka
Sylwetka prawidłowo zbudowanego owczarka niemieckiego jest prostokątna, mocna i harmonijna. Pies ma prosty grzbiet z wysokim, wyraźnym kłębem oraz pojemną klatkę piersiową z dobrze wykształconym przedpiersiem. Zad długi i mocny, lekko opadający. Szyja pozbawiona podgardla.

### Kończyny
Kończyny owczarka niemieckiego powinny być proste, idealnie równoległe i umięśnione, a ścięgna i stawy mocne. Tylne łapy nieco odstawione do tyłu, dobrze kątowane. Łapy okrągłe, zwarte, palce wysklepione, pazury ciemne.

### Ogon
Owczarek niemiecki powinien mieć długi, nisko osadzony i obficie owłosiony ogon, noszony szablasto.

### Szata i umaszczenie
Umaszczenie najczęściej spotykane u owczarków niemieckich to czarne podpalane, czarne z rudym, brązowym, czerwonym, płowym lub jasnoszarym podpalaniem, czaprakowate wilczaste, żelaziste, od jasnoszarego do ciemnoszarego, czerwonożółte, czerwonobrązowe z siodłem, czaprakowate, wilczaste, ciemno-wilczaste, bi-color (czarne z podpalanymi łapami) oraz czarne, jednolite bądź z regularnymi czerwonobrązowymi do białoszarych oznakami. Znaczenia takie jak mała biała plamka na piersi i palcach lub bardzo jasne umaszczenie wewnętrznej strony nóg dopuszczalne, choć niepożądane. 
Maść szczeniaka można ustalić ostatecznie dopiero po zmianie okrywy pierwotnej na wtórną, po zakończeniu porostu włosów pokrywowych. Zdarza się maść blue sable (niebieska podpalana), jaka wyklucza zwierzę z hodowli. Wykluczone z hodowli są też osobniki białe lub kremowe, choć są uznawane w klubach ras. Istnieją dwie odmiany, krótkowłosa i długowłosa (uznana za nową odmianę owczarka niemieckiego w Polsce przez Związek Kynologiczny i na świecie przez FCI od 01.01.2011 r.). Są także owczarki niemieckie szorstkowłose, również nie uznawane przez FCI.
Szata składa się z sierści podwójnej, z podszerstkiem. Włos okrywowy jest prosty, gęsty, twardy i mocno przylegający. Podszerstek obfity i miękki. Na głowie, przedniej stronie nóg i łapach włos dość krótki. Na szyi, zadzie, tylnych partiach nóg włos dłuższy, bardziej obfity i gęsty. Owczarek niemiecki linieje 2 razy w roku.

#### Białe owczarki niemieckie
Białe owczarki niemieckie nie kwalifikują się obecnie na wystawy psów, choć nie jest to zagrożona głuchotą i innymi wadami odmiana albinotyczna (nos i fafle psa są czarne). Co więcej, u innych ras psów pasterskich biała maść uchodzi nawet za szczególnie pożądaną: dzięki niej dawni pasterze mogli łatwiej odróżnić swoje psy od wilków, uważano również, że owce, niekojarzące białego psa z wilkiem, mniej się go bały. Niechęć do białych owczarków niemieckich wydaje się mieć zatem źródło jedynie w preferencjach hodowców. Będący swego czasu wyrocznią w kwestii wyglądu tej rasy Max von Stephanitz określał biały włos u owczarka niemieckiego jako "matowy i nieinteresujący".

## Zachowanie i charakter
Owczarek niemiecki powinien być psem żywiołowym, energicznym, inteligentnym, posłusznym i lojalnym. Szybko i chętnie się uczy, współpracuje. Wymaga od właściciela zapewnienia dużej ilości ruchu i zajęcia. Psy nieprawidłowo socjalizowane i źle wychowywane mogą stać się lękliwe, nerwowe lub agresywne. Owczarek niemiecki zwykle akceptuje inne zwierzęta, może jednak nie tolerować kotów, zwłaszcza jeśli nie był z nimi oswajany jako szczenię. 

## Użytkowość
Owczarek niemiecki to rasa wszechstronnie użytkowa. Choć najczęściej pełni rolę psa rodzinnego, może pracować jako przewodnik niewidomych, pies służbowy, patrolowy, wojskowy, tropiący, stróżujący, obronny, lawinowy, poszukujący narkotyków, materiałów wybuchowych, osób zaginionych. Predestynowany do osiągania sukcesów w różnych psich sportach, często wykorzystywany jako psi aktor. 

## Zdrowie i pielęgnacja
Przeciętna długość życia psów tej rasy to ok. 13 lat. Owczarki niemieckie odznaczają się dużą odpornością na niekorzystne warunki klimatyczne. Szata tych psów wymaga częstego szczotkowania, zwłaszcza w okresie linienia. Kąpiel potrzebna bywa sporadycznie, tylko gdy pies bardzo się ubrudzi.
U owczarków niemieckich wykryto ponad 50 chorób dziedzicznych. 
Jednym z najczęstszych problemów zdrowotnych u psów tej rasy jest dysplazja stawów biodrowych. Może dotyczyć nawet 19,1% populacji. Jest to spowodowane selekcją hodowlaną: krzyżowaniem w celu uzyskania jak najbardziej przygiętego tyłu. U chorych psów głowa kości udowej i panewka biodrowa nie pasują do siebie prawidłowo, co prowadzi do powstania stanów zapalnych w stawach, bólu i trudności w poruszaniu się. W ciężkich przypadkach lub zaawansowanej chorobie zwyrodnieniowej stawów konieczna może być operacja. 
Inne schorzenia często spotykane u owczarków niemieckich:
- dysplazja stawów łokciowych (nieleczone zwyrodnienia stawów i kulawizny mogą prowadzić do niepełnosprawności)
- mielopatia zwyrodnieniowa (prowadzi do całkowitej utraty możliwości ruchu na skutek degeneracji nerwów)
- zewnątrzwydzielnicza niewydolność trzustki (może dotyczyć 18% populacji owczarków)[17]
- karłowatość przysadkowa (pies rośnie wolniej lub przestaje rosnąć w ogóle)
- defekt genu MDR1 (powoduje nadwrażliwość na część leków weterynaryjnych)
- choroba von Willebranda (skaza krwotoczna)
- hiperurykozuria (powoduje ból, problemy z oddawaniem moczu oraz nawracające stany zapalne dróg moczowych)
- przerost gruczołu krokowego (prostaty)
- zmiany alergiczne
- gnilec
- psy tej rasy przejawiają średnie ryzyko do wystąpienia skrętu żołądka
- enostoza – młodzieńcze zapalenie kości
- nowotwory
- alergie pokarmowe
- padaczka idiopatyczna.

## Obecność w kulturze
Owczarek niemiecki to jedna z najpopularniejszych ras w Polsce, jak i na świecie. W Wielkiej Brytanii pies ten zajmuje 5. miejsce na liście popularności. Sławę owczarki niemieckie zdobyły m.in. dzięki filmom "Czterej pancerni i pies", "Komisarz Rex", "Rin Tin Tin", "Przygody psa Cywila", "Komisarz Alex". 

### Filatelistyka
Poczta Polska wyemitowała 3 lutego 1969 r. znaczek pocztowy przedstawiający głowę owczarka niemieckiego o nominale 4,5 zł, w serii Rasy psów. Druk w technice offsetowej na papierze kredowym. Autorem projektu znaczka był Janusz Grabiański. Znaczek pozostawał w obiegu do 31 grudnia 1994 r..